# Edward Stanley, 15. hrabě z Derby
Edward Henry (Smith-) Stanley, 15. hrabě z Derby (do roku 1869 znám pod jménem Lord Edward Stanley) (Edward Henry (Smith-)Stanley, 15th Earl of Derby, 3rd Baron Stanley of Bickerstaffe) (21. července 1826, Knowsley Hall, Anglie – 21. dubna 1893, Knowsley Hall, Anglie) byl britský státník ze starobylého šlechtického rodu Stanleyů, byl synem trojnásobného premiéra 14. hraběte z Derby. Dvacet let byl členem Dolní sněmovny, v roce 1869 jako dědic titulu hraběte z Derby zasedl ve Sněmovně lordů. Díky otci od mládí zastával úřady v britské vládě, byl ministrem kolonií (1858), ministrem pro Indii a dvakrát ministrem zahraničí. V závěru své politické dráhy opustil Konzervativní stranu a přešel k frakci liberálních unionistů. Byl rytířem Podvazkového řádu. Zemřel bez potomstva a hraběcí titul po něm zdědil nevlastní bratr Frederick, dosavadní generální guvernér v Kanadě.

## Životopis

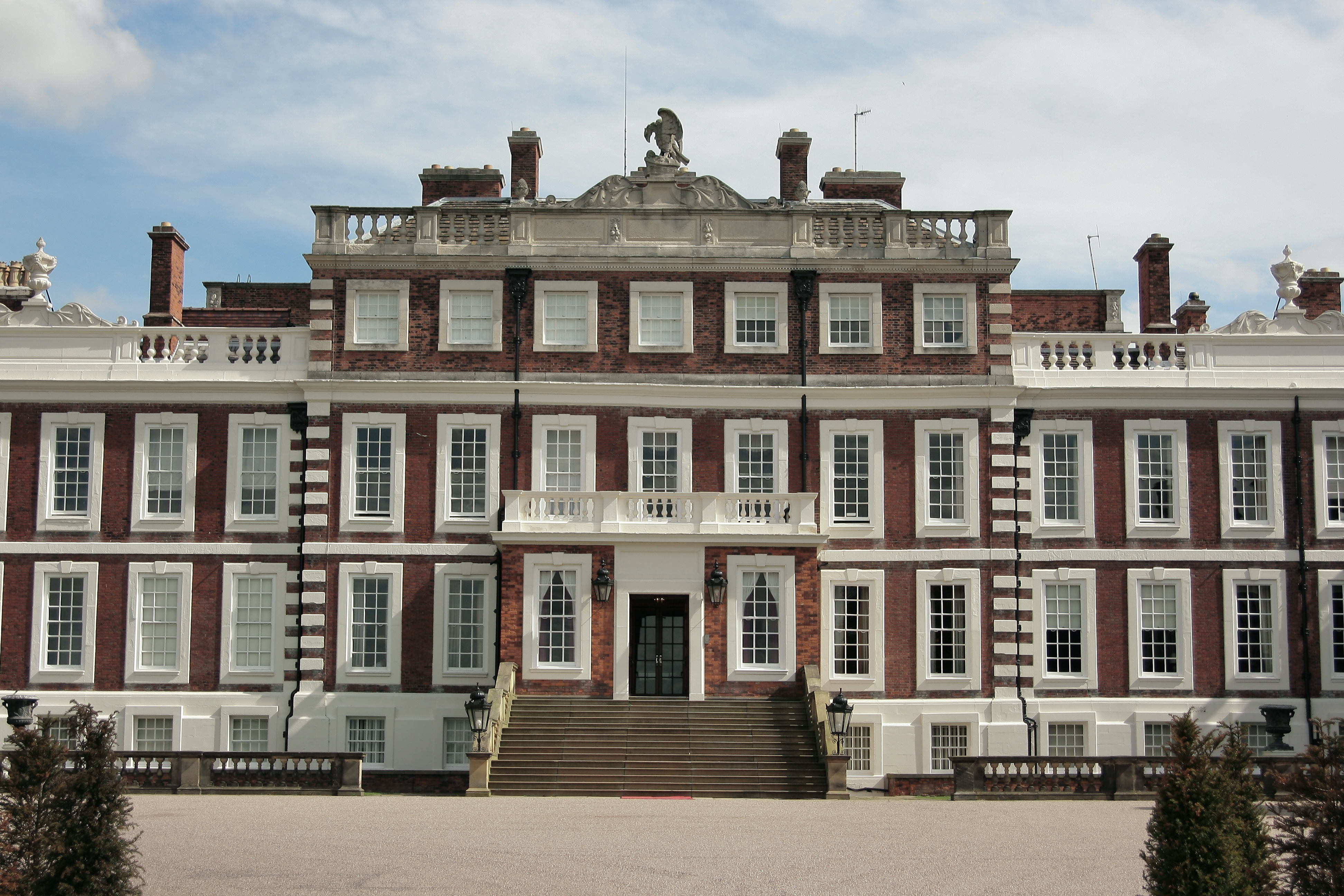
Zámek Knowsley Hall poblíž Liverpoolu, hlavní sídlo hrabat z Derby

Narodil se na rodovém sídle Knowsley Hall jako starší syn premiéra 14. hraběte z Derby a Emmy Bootle-Wilbraham. Studoval v Etonu a Cambridge, v roce 1848 poprvé neúspěšně kandidoval do Dolní sněmovny. Poté odjel do Karibiku a severní Ameriky, ještě v roce 1848 byl ale do parlamentu zvolen v nepřítomnosti, členem Dolní sněmovny zůstal do roku 1869. Od mládí patřil k liberálně orientovaným členům Konzervativní strany. V první otcově vládě byl státním podsekretářem zahraničí (1852), později odmítl nabídku vstoupit do Palmerstonova kabinetu jako ministr kolonií (1855). V druhé otcově vládě byl ministrem kolonií (1858) a po převedení správy největší britské kolonie v Indii pod přímou správu vlády byl prvním ministrem pro Indii (1858-1859), od roku 1858 byl též členem Tajné rady. Znovu byl přímým podřízeným svého otce jako ministr zahraničí (1866-1868), poté zdědil titul hraběte z Derby a vstoupil do Sněmovny lordů (do té doby byl znám pod jménem lord Edward Stanley). V Disraeliho vládě byl znovu ministrem zahraničí (1874-1878), kabinet ale předčasně opustil pro názorovou neshodu s ostatními ministry v otázce okupace Kypru. Poté opustil i Konzervativní stranu a naposledy byl ministrem jako státní sekretář kolonií v Gladstonově liberální vládě (1885-1886). Na funkci ministra aspiroval ještě v roce 1886, ale pro nesouhlas s vládní irskou politikou byl od dalšího aktivního dění distancován. Ve Sněmovně lordů poté patřil k předním stoupencům frakce liberálních unionistů. Jeho zdravotní stav se zhoršil po těžké chřipce v roce 1891 a zemřel o necelé dva roky později na rodovém sídle Knowsley Hall.
Od roku 1859 byl členem Královské společnosti, získal čestné doktoráty v Oxfordu a Cambridge, zastával také čestné funkce lorda rektora univerzity v Glasgow (1868-1871) a kancléře univerzity v Londýně (1891-1893). Mimoto v 80. letech předsedal několika vládním komisím. V roce 1884 získal Podvazkový řád.
V roce 1870 se oženil s Mary Catherine Sackville-West (1824-1900), dcerou 5. hraběte De La Warr a vdovou po 2. markýzovi ze Salisbury. Titul hraběte z Derby zdědil poté Edwardův mladší bratr Frederick (1841-1908).